# Lycoperdina apicata
Lycoperdina apicata es una especie de coleóptero de la familia Endomychidae.

## Distribución geográfica
Habita en Madagascar.